# 아르헨티노호

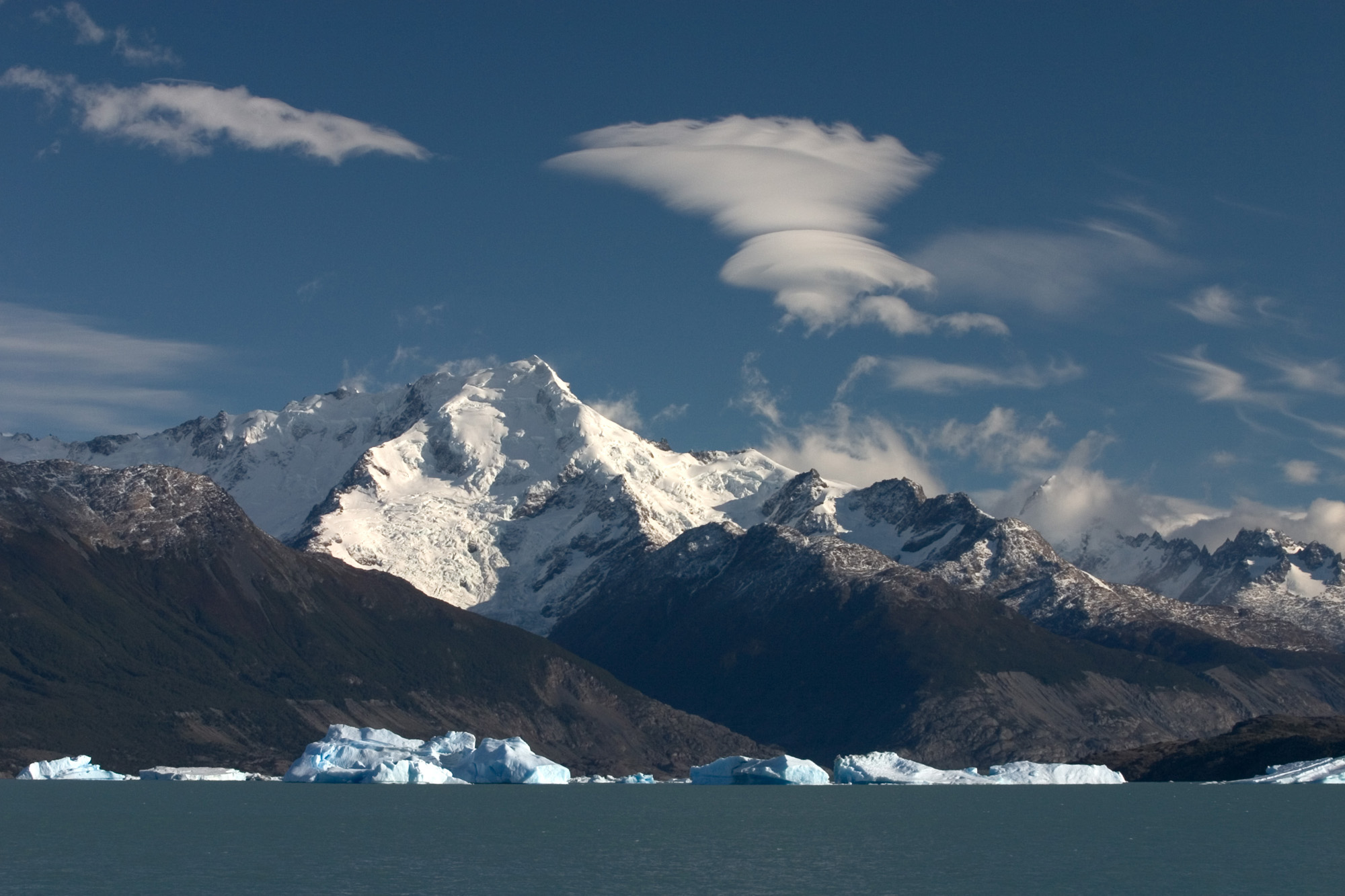
아르헨티노 호

아르헨티노 호(스페인어: Lago Argentino)는 아르헨티나 파타고니아 지방의 산타크루스 주에 위치한 호수이다. 면적은 1,415km2, 유역 넓이는 17,000km2이며 평균 수심은 150m, 최대 수심은 500m, 저수량은 219.9km3, 수면 높이는 187m이다.
호수의 물은 로스글라시아레스 국립공원 안에 있는 비에드마호에서 흘러들어오며 산타크루스 강을 거쳐 대서양으로 빠져나간다. 호수 부근에는 엘칼라파테라는 이름의 도시가 위치한다.